# 小石川
小石川（日语：／ Koishikawa */?）是東京都文京區的町名。郵遞區號是112-0002。

## 地理
知名的源覺寺、傳通院所在地。小石川後樂園（史蹟、名勝）在後樂，小石川植物園（東京大學大學院理學系研究科附屬植物園）在白山。小石川與白山、本鄉、春日、小日向、大塚相鄰。石川啄木、幸田露伴等名人在此居住。

### 地價
根據2014年（平成26年）1月1日的公告地價，小石川2-9-13的住宅地價為78萬日圓/m2。

## 歷史

### 近世
江戶時代，武藏國豐島郡小石川村位於江戶北方，多屬傳通院寺領。

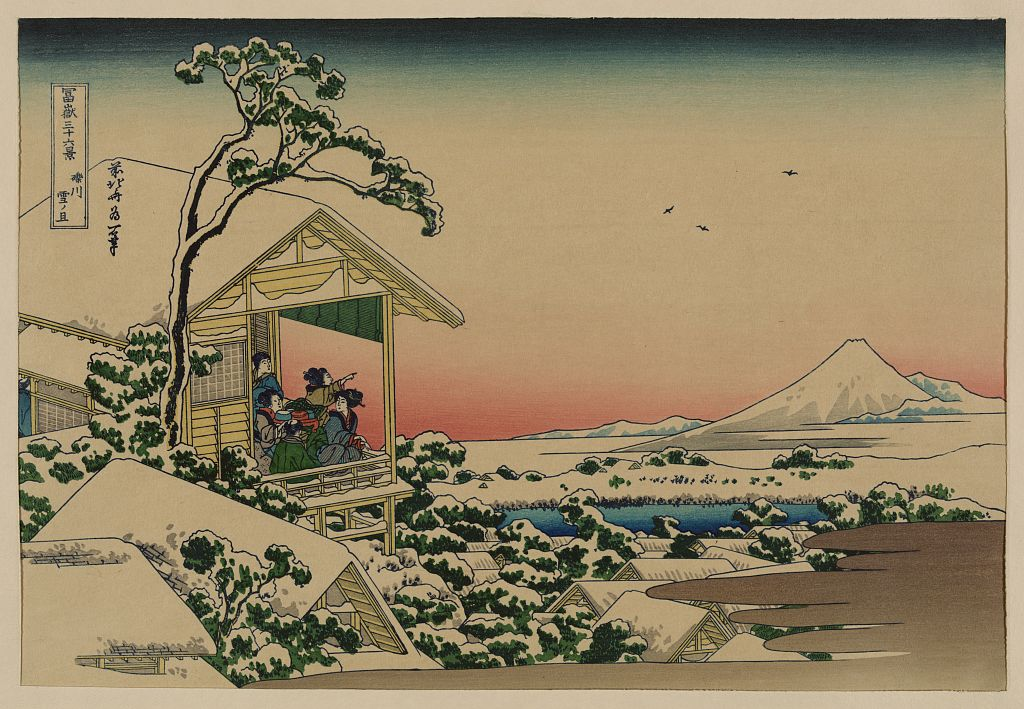
葛飾北斎

### 近代

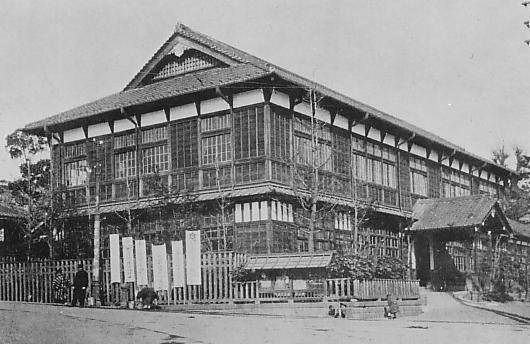
舊小石川區役所

1878年，八千代町、柳町、富坂、初音町、竹早町、久堅町等合併成立小石川區（與舊小石川村地區有些差異）。
1889年施行町村制，舊小石川區部分區域與北豐島郡小石川村、雜司谷村、巢鴨村、高田村等部分區域合併成立新的東京府東京市小石川區。舊小石川區部分區域與北豐島郡小石川村部分區域合併為北豐島郡高田村（1920年以後改為高田町），舊小石川區部分區域併入北豐島郡巢鴨町。
1947年東京22區（同年練馬區、板橋區分離成為23區）成立，與本鄉區合併成立文京區。

### 現代
現在的小石川在文京區內，分小石川一丁目 - 五丁目。

### 地名由來

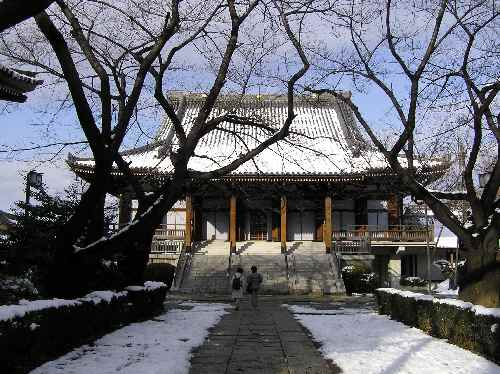
傳通院

小石川傳聞是源自傳通院前河川裡有很多小石與砂而得名。

## 交通

### 鐵道
- 都營地下鐵春日站（ 都營地下鐵大江戶線  都營地下鐵三田線）
- 東京地下鐵後樂園站（ 東京地下鐵丸之內線  東京地下鐵南北線）

### 公共汽車·巴士
- 都營巴士

## 備註
1. ↑  文京区人口統計資料[永久]
2. ↑  『角川日本地名大辞典 13 東京都』、角川書店、1991年再版、P989

## 外部連結
- 文京區網站 （页面存档备份，存于）